# Waver (rivier)
De Waver is een riviertje in de Nederlandse provincie Noord-Holland, dat uitmondt in de Amstel. De rivier vormt de zuidelijke en de oostelijke grens van de gemeente Ouder-Amstel en de noordwestgrens van De Ronde Venen.  Sinds 1819 vormt de rivier eveneens de grens tussen de provincies van Noord-Holland en Utrecht. 
Voorbij Stokkelaarsbrug heet de Waver de Oude Waver. De buurtschap Waver is gelegen aan de rechteroever van de Oude Waver. Voor het verkeer zijn er drie bruggen, de Stokkelaarsbrug, Waverbrug en bij het Fort Waver-Amstel de Jac.C. Keabrug. 
De vroegere heerlijkheden Waveren en Waverveen (op de linkeroever) en het gehucht Waver (op de rechteroever) danken hun naam aan de Waver.